# Hartkorn
Hartkorn betyder egentlig "hårdt korn", altså brødkorn, men tidligere var tønde hartkorn en enhed for værdien af landbrugsjord (en kombination af jordens areal og ydeevne). I den lange periode, hvor al betaling foregik som byttehandel med konkrete varer var det nødvendigt med et fælles værdimål. Man besluttede sig til at sammenligne alle varer med værdien af det såkaldte "hårde korn" eller hartkorn. Hartkorn måltes i tønder (ikke at forveksle med arealenheden tønder land).

## Navnets oprindelse
Navnet skriver sig oprindeligt fra, at landgildeafgifterne, til trods for deres ulige udredelsesmåde, blev ansat i en enkelt kornsort, rug eller byg, såkaldt hårdt eller "hart" korn. Disse afgifters beregning optoges hyppigst i jordebøger, som godsejerne, der var afgiftsfri og tillige havde ret til at foretage ligningen af de skatter, som staten udskrev hos deres bønder, da benyttede i dette øjemed. Senere gik ordet over til at betegne en skyldsætningsmålestok.

### Landbruget blev værdisat i tønder hartkorn
Alt hvad der blev produceret på en gård blev værdisat efter et system, der havde måleenheden en tønde hartkorn (Td. Htk.), det vil sige ca. 139 liter eller ca. 100 kg.

### Rug, byg og havre
Udgangspunktet for korntyper var rug og byg til de holdbare rugbrød henholdsvis byggrød (og ikke mindst til ølbrygning) – mens havre var andenklasses. Havrejord blev nedsættende brugt om knap så god jord.

### Sammenlignelig enhed
Enheden sikrede at gårde eller landsbyer var mere sammenlignelige – også set fra et overordnet niveau, kongemagten eller godsejerne handlede og opgjorde jo hele landsbyer ad gangen.
Måleenheden hartkorn blev også brugt ved værdiansættelsen af dyrehold, herunder brugsret til svinehold i skoven, vind- og vand- møller, fiskeri (typisk i åer og søer), men også helt andre indtægtsgivende aktiviteter som broafgifter, vadesteder, krohold med mere.

## 1664-matriklen
Kort efter enevældens indførelse blev det pålagt alle landets private godser at indsende jordebøger over de afgifter, som fæstebønderne og -husmændene skulle udrede. Sammen med tilsvarende oplysninger hentet fra krongodsregnskaber blev det muligt at beregne det afgiftstryk, der var på al jord i landet, hvilket skulle danne grundlag for en ny statsskat. Ordningen indebar et brud med de gamle skatteprincipper: de hidtil skattefrie ugedagsbønder skulle fremover beskattes på lige fod med alle andre fæstebønder, og godsejerne, der hidtil ligeledes havde været skattefrie, fik nu deres jord takseret efter udsæd og høavl. Ligeledes blev der indført det princip, at godsejerne fremover skulle være garanter for, at bønderne betalte deres skatter. Det betød i praksis, at hvis en bonde ikke betalte, måtte godsejeren betale for ham.
De jordebøger, som var blevet indsendt i 1661, dannede grundlag for en ny værdiansættelse kaldet hartkorn, som skulle udtrykke den værdi, ejendommen havde og dermed det skattetryk, den kunne klare. Denne fastlæggelse skete i en kommission, og den nye skattematrikel kaldes derfor ofte for kommissionsmatriklen (undertiden 1662-matriklen). Det viste sig imidlertid hurtigt, at de indsendte oplysninger ikke afspejlede rigets tilstand efter Karl Gustav-krigene. Der nedsattes derfor nye kommissioner for de enkelte amter, som skulle foretage en revidering af skatterne. Denne nye matrikel kaldes som regel for Amtsstuematriklen (senere "Gammel Matrikel" eller 1664-matriklen). Matriklen omfattede omkring 460.000 tønder hartkorn.
1664-matriklen var i brug frem til 1688. Det viste sig snart, at heller ikke den nye matrikel fungerede efter sin hensigt. Årsag hertil var blandt andet, at landgilde (og dermed hartkornsansættelse) for forskellige gårde i samme landsby kunne være stærkt varierende, da de enkelte gårde kunne tilhøre forskellige godser. Ligeledes var der stor variation i udsæd og landgilde samt i de ydede persiller og småredsler (andre afgifter fx lam, får, gæs, høns, æg, smør, fodernød og foderokser), som de enkelte fæstebønder skulle yde, hvilket var betinget af den store variation i naturgivne forhold og godsernes behov eller ønsker om bestemte varer kombineret med bøndernes evne til og mulighed for at yde dem. Når dertil lægges, at man havde uens systemer for kornmål i landets forskellige egne, og at der var adskillige afvigelser, bliver det nærmest umuligt at regne dem op imod hinanden.

## 1688-matriklen
Den ældste matrikel hvilede i alt fald for bondejordens vedkommende på et meget irrationelt grundlag, da landgildeafgifterne i de enkelte egne var af højst ulige størrelse. Intet under derfor, at man hurtig besluttede sig til at udarbejde en ny matrikel, der blev påbegyndt 1681 og var afsluttet 1688.
Denne såkaldte "gamle matrikul" hvilede på klassebonitering af jorden. Man udvalgte typer af jord af en vis bonitet (godhed eller ydeevne), på øerne 4, i Jylland 6, således, at antallet af tdr land pr. tønde hartkorn var forskelligt efter jordtypens bonitet, og henførte nu al agerjord under en af de opstillede grupper. Selve arealets bestemmelse gik for sig uden optagelse af kort ved simple målinger, for hvilke grundreglerne skal være givne af den berømte matematiker Ole Rømer, mens udførelsen hyppig blev betroet til landmålere, fx officerer, hjemvendte fra den Skånske Krig, uden forkundskab til at udføre det dem betroede hverv. Græsningsjorder sattes i hartkorn efter vurdering af høavlens mængde og kvalitet og engene efter det antal kreaturer, de kunne afgive græsning til, skovene endelig efter den mængde svin, de kunne oldenføde, eller det antal kreaturer, som dér kunde finde græs. Tiender skyldsattes, således som det allerede var sket 1664, efter den indtægt, som man kunne opnå. Også andre næringsveje på landet blev sat i hartkorn, fx møller, ligesom man også sine steder kendte et fiskestade-, færgeløbs- og brohartkorn.
Af ager- og enghartkorn kom matrikulen af 1688 til at omfatte 362.085 tdr, foruden 7.964 tdr hartkorn på Bornholm efter den gamle matrikul. De skyldsatte jorders hartkorn blev senere noget forøget, og efter en opgørelse af 1796 udgjorde det med Bornholm 374.659 tdr ager- og engs hartkorn, 4.953 tdr skovskyld, 5.078 tdr mølleskyld, 35.895 tdr kongetiendehartkorn, 37.896 tdr kirketiendehartkorn samt nogle få tdr fiskestade- samt færgeløbs- og brohartkorn.

### Jorden blev værdisat efter ydeevne
Jordbunden blev opdelt i seks klasser efter ydeevne, og tabellen viser her, hvor store arealer, der skulle tilsås for at ejeren kunne beskattes med 1 tønde hartkorn. Altså: på den ringeste jord var ydeevnen så lav, at der kun kunne inddrages 1 tønde hartkorn i skat for hver 20, der blev tilsået.
| Jordtype          | Skatteprovenu  | Årlig udsæd   |
| Allerbedste jord  | 1 td. hartkorn | 2 tdr. udsæd  |
| God jord          | 1 td. hartkorn | 4 tdr. udsæd  |
| Middel jord       | 1 td. hartkorn | 6 tdr. udsæd  |
| Skarp jord        | 1 td. hartkorn | 9 tdr. udsæd  |
| Ond jord          | 1 td. hartkorn | 12 tdr. udsæd |
| Allerværste jord  | 1 td. hartkorn | 16 tdr. udsæd |
| Uden for kategori | 1 td. hartkorn | 20 tdr. udsæd |

Tabellen viser udregning af skatteskyld i forhold til jordtype.
Der beregnedes 14.000 sjællandske kvadratalen til 1 td. udsæd. Jord af 24 tdr. udsæd, hvor årligt 2/3 blev tilsået, medens 1/3 lå brak, regnedes for 16 tdr. årlig udsæd, og en jord af 12 tdr. udsæd, som kun blet tilsået hvert sjette år, regnedes for 2 tdr. årlig udsæd.
En tønde hartkorn, omregnet til areal på fire jordtyper, kan sættes til henholdsvis:
- 5 tønder agerjord (ca. 2,76 ha)
- 10 tønder eng (ca. 5,5 ha)
- 50 tønder overdrev (ca. 27,6 ha)
- 100 tønder skov (ca. 55 ha)

### Høavl
Jord, der ikke blev dyrket, blev også værdisat i måleenheden hartkorn
| Høavl                        | Antal vognlæs for hver td. hartkorn i skat |
| Mærskhø                      | 10                                         |
| God eng                      | 16                                         |
| Geest-, kær-, ler- og skovhø | 24                                         |
| Star, lyngblandet hø         | 32                                         |

### Skov
Skov blev værdisat efter antallet af svin, der kunne leve der. Skov overalt 24 svins olden pr. td. hartkorn.

### Græsning
Dyrehold blev også værdisat i måleenheden hartkorn.
| Græsning    | Antal høveder for hver td. hartkorn i skat |
| God sort    | 24                                         |
| Middel sort | 32                                         |
| Ond sort    | 40                                         |

Christian 5.s matrikel fungerede som beskatningsgrundlag frem til 1844. Det var en fuldstændig registrering af al dyrket jord, som blev takseret efter det, der blev kaldt hartkornsboniteringen.
Var der som omtalt allerede oprindeligt knyttet store mangler til udarbejdelsen af den gamle matrikul, måtte dennes værdi yderligere formindskes i tidens løb. Dertil bidrog navnlig jordernes højst uens opdyrkning i forbindelse med det misbrug, som mange steder havde indsneget sig, at man ved bortsalg af jorder fra en gård hyppigt ikke sørgede for at få gennemført en passende fordeling af hartkornsansættelsen, men lod hele skatten hvile på hovedparcellen. Så upålidelig var den gamle matrikul efterhånden blevet som målestok for jordens værdi, ikke alene i forholdet mellem landets enkelte dele, men også for nærliggende jorder, at man havde eksempler på landsbyer, som lå ved siden af hinanden, og for hvilke værdierne af 1 Td. hartkorn forholdt sig til hinanden som 1:4. For de bestående skatter blev dog de oprindelige uligheder i tidens løb for en stor del udjævnet gennem købesummerne; men da man i begyndelsen af 19. århundrede måtte skride til en forøgelse af skattebyrden, var det i højeste grad ønskeligt at skabe et nyt skattepåligningsgrundlag. Foreløbig hjalp man sig for de nye skatters vedkommende ved en omvurdering af det bestående hartkorn under hensyn til ejendommenes værdi. Men dette midlertidige skattegrundlag blev dog forladt 1818, da man vendte tilbage til den gamle matrikul.

### Privilegeret og uprivilegeret hartkorn
Efter enevældens indførelse bortfaldt adelens skattefrihed sammen med rostjenesten, men 1670 indførtes på ny en ryttertjeneste for adelen, og ved Forordning af 16. december 1682 gav man adelen frihed for hovedgårdsjord, hørende til komplette sædegårde (gårde, hvor en adelig familie før 1660 havde haft bopæl og med mindst 200 Tdr hartkorn. Bøndergods inden 2 miles (ca. 14 km) afstand fra hovedgården). Senere udvidedes skattefriheden til alle komplette sædegårde, hvad enten de ejedes af adelige eller uadelige. Gik jordtilliggendet for en sådan gård ned under den størrelse, der gjorde den til komplet, skulle den oprindelig også miste skatteprivilegiet, men denne bestemmelse blev senere ikke overholdt. I matrikulen af 1688 var hovedgårdsjorder ansat særlig til hartkorn, og dette fik senere i anledning af dets skattefrihed benævnelsen "privilegeret hartkorn". Fri var desuden de fleste embedsjorder, købstadsjorder med mere, hvorved greverne og baronerne havde skattefrihed for en del af deres bøndergods, det såkaldte frihedshartkorn. I slutningen af det 18. århundrede var af hele Danmarks hartkorn omtrent en sjettedel privilegeret.
Langt senere, ved Forordning af 20. juni 1850 udjævnedes forskellen mellem det privilegerede og uprivilegerede hartkorn, men mod godtgørelse til ejerne af det førstnævnte for tabet af den tidligere nydte skattelettelse. Godtgørelsen udgjorde for komplette sædegårde det 15-dobbelte, for andet privilegeret hartkorn det 20-dobbelte af skatteforhøjelsens beløb; kun skattelettelsen for de gejstlige embedsmænd benificerede jorder samt grevernes og baronernes frihedshartkorn bortfaldt vederlagsfrit.

## 1844-matriklen
Allerede ved Forordningen af 1. oktober 1802 var det bestemt, at der skulle skabes en hel ny matrikul, hvis udarbejdelse, der blev afbrudt ved krigen med England, væsentligt fuldendtes 1826, men dog først trådte i kraft 1844. Formålet med tilvejebringelsen af denne nye matrikul var udelukkende en retfærdigere fordeling af skatterne, ikke en forøgelse i antallet af Tdr hartkorn, der væsentlig skulle forblive uforandret.
Den ny matrikul af 1844 kom udelukkende til at omfatte ager- og engs hartkorn, da det kun var den egentlige agerjord, der skulle bære skatteforhøjelsen. De øvrige hartkornsansættelser blev uforandrede fra 1688. Dette gjaldt således for tiendehartkornet og for de skove, der var underkastede fredning, hvorimod de andre skove blev behandlede som jordejendomme og skyldsatte efter den græsning, som de kunne afgive. Også fiskeri-, bro- og færgeløbs- samt møllehartkorn blev uforandrede, men de på dette hartkorn hvilende skatter er senere ophævede ved Lov af 20. juni 1850 og 14. april 1852, dog således, at der af vedkommende fiskeri, færgeløb eller bro skulle udredes en tilsvarende fast årlig afgift.
Hartkornsansættelsen af ager og eng skete efter det nettoudbytte, jorden kunne afgive ved fornuftigt brug, om fornødent ved et skøn over de grundforbedringer, der var nødvendige for et velordnet agerbrug. Der lagdes altså ikke absolut vægt på jordens egenskaber i øjeblikket, men også på dens fremskridtsmuligheder. Derimod toges intet hensyn til den værdipåvirkning, der udgik fra ejendommens beliggenhed. Jordene vurderedes tværtimod udelukkende i deres egenskab som isolerede grundstykker. Arealopmålingen skete på langt mere betryggende måde end efter den gamle matrikul. Regeringen forlangte indsendt alle de kort over jorderne, som var optagne ved udskiftninger eller i andre øjemed, og supplerede dette materiale ved optagelsen af nye kort således, at staten ved denne lejlighed kom i besiddelse af omtrent en snes tusinde specialkort over samtlige landets jordejendomme.
Som udgangspunkt for hartkornsansættelsen udsøgte man et jordstykke af bedste beskaffenhed, den såkaldte normaljord, der ansattes til en takst 24; alle landets jorder blev nu efterhånden skyldsatte til takster, bestemte ved deres sandsynlige overskud i forhold til i normaljordens. Som vejledning for vurderingsmændene ved taksternes fastsættelse valgtes 4 andre prøvestykker til takst 20, 16, 10 og 3. Andre jorders henførelse til en af disse takster skulle finde sted, når udbyttet antoges at blive det samme, selv om jordens kemiske sammensætning var uens. I betragtning af, at mindre god jord havde større mulighed for forbedring end den bedste, sattes ingen jord i skat over taksten 20. Græsningsjorder og enge blev væsentlig skyldsatte efter værdien af det græs eller hø, de kunne afgive, målt med udbyttet af en tønde boniteret agerjord. For græsningsjorders vedkommende var fremgangsmåden fx den, at man undersøgte, hvad et kreaturs græsning kunne være værd i den pågældende egn, og hvor meget en tønde boniteret jord gav i indtægt, og efter det fremkomne forhold bestemte man, hvor stort et areal græsningsjord der måtte udkræves for at stilles lige med 1 Td. land boniteret jord. Heder skyldsattes på en noget mere summarisk måde ved henførelse til en af 6 klasser. I den laveste af disse kom der til at gå 2.968 Tdr land på 1 td. hartkorn.
Som omtalt var det fra begyndelsen bestemt, at antallet af beskatningsenheder ikke skulle forandres, og for at opnå dette omregnede man samtlige landets jorder efter de takster i normaljord, der var meddelt dem, og dividerede derefter antallet af Tdr land boniteret jord med det gamle antal Tdr hartkorn. Resultatet blev, at der kom til at gå 72.000 kvadratalen eller 5 1/10 Td. land boniteret areal på 1 Td. nyt hartkorn. Ved omsætningen var tallet afrundet noget nedad, og antallet af Tdr hartkorn efter den ny matrikul blev derefter omtrent 8000 Tdr større end efter den gamle og kom til at udgøre 372.221 Tdr (med Bornholm ca. 381.000 Tdr). Siden den ny matrikuls fuldendelse er hartkornet påvirket af ulige forhold. En ikke ringe tilvækst fik det ved grænsereguleringen mellem kongeriget og hertugdømmerne ifølge Fredstraktaten af 30. oktober 1864, idet de afståede distrikter af Ribe amt kun var matrikulerede for 3.423, de i kongeriget indlemmede slesvigske distrikter derimod for 4.616 Tdr hartkorn. Ligeledes er det matrikulerede hartkorn forøget ved inddæmning, nedlæggelse af fredskovsforpligtelse, mens der på den anden side afgik en del ved udlæg af areal til jernbaner, veje, kirkegaarde med mere. I 1917 udgjorde hartkorns-tilliggendet 385.375 Tdr, der fordelte sig således:
| Område                  | Tdr. Htk. |
| ----------------------- | --------- |
| Hovedstaden             | 1.454     |
| Øernes købstæder        | 4.579     |
| Øernes landdistrikter   | 208.642   |
| Jyllands købstæder      | 3.278     |
| Jullands landdistrikter | 167.422   |
| I alt                   | 385.375   |

På øerne udgjorde 1 Td. hartkorn omtrent 6 ha, i Jylland, omtrent 14 ha og for hele landet omtrent 10 ha.
| Produkt                   | Værdi i td. hartkorn |
| 1 td. rug eller byg       | 1 td. hartkorn       |
| 12 gæs                    | 1 td. hartkorn       |
| 24 høns                   | 1 td. hartkorn       |
| 1 td. hvede eller ærter   | 1,5 td. hartkorn     |
| 1 td. gryn eller hvedemel | 2 tdr. hartkorn      |
| 1 td. honning             | 6 tdr. hartkorn      |

 Tabellen viser omregningen fra forskellige naturalier til tdr. hartkorn.
Det er opgjort , at kongerigets samlede hartkorn i 1766 udgjorde omkring 385.000 Tdr hartkorn:
Ejerskabet var fordelt på godsejere(adel) og konge med mere end 95% – knap 85% var hovedgårdsjord, godt 11% tilhørte kronen, resten (mindre end 5%) var ejet af købstæder, selvejerbønder og kirken.
Den nye matrikel, 1844 Matrikelboniteringen, indeholdt en landsdækkende kortlægning af matriklerne samt en optegning af et helt nyt matrikelkort (1:4000). Kortene er såkaldte økort, hvilket vil sige, at hvert kort omhandler ét ejerlav udarbejdet med udgangspunkt i landsbyen eller hovedgården.
Bonitetsbedømmelsen blev gennemført i perioden fra 1806 til 1826. Agerjorderne blev vurderet efter deres evne til at avle korn. Eng blev vurderet i forhold til mængden og kvaliteten af høhøsten, og andre arealer blev vurderet efter det antal kreaturer, som arealet kunne yde græsning til. Jorderne blev vurderet i henhold til en 24-trins-skala, hvor den bedste jord fik takst 24. For at fastlægge værdien af taktgrundlag 24 udpegede man et gårdlav i Karlslunde mellem Roskilde og Køge.
Markernes bonitet og deres arealstørrelse var grundlaget for bestemmelse af de forskellige gårdes hartkorn, som igen udgjorde beskatningsgrundlaget.
1844-matrikelboniteringen blev brugt som skattegrundlag i ca. 60 år. I 1903 vedtog man en ny skattelovgivning, hvor hartkorn forsvandt som beskatningsgrundlag. 1844-matriklen er stadig grundlaget for vore dages matrikulering, der varetages af Geodatastyrelsen.

## Afskaffelsen: skattereformen i 1903
Hartkornsansættelsen dannede indtil den store skattereform af 15. maj 1903 påligningsgrundlaget for alle Danmarks skatter på jorder og de af denne gående ydelser (tienden). Disse skatter sammenfattedes derfor under navnet hartkornsskatter og ydedes:
1. til staten,
2. sognekommunerne, og
3. amtskommunerne.[10]

Med hensyn til statsskatterne blev matrikulen af 1664 grundlaget for den faste skat, som den enevældige regering kort efter enevældens indførelse pålagde til dækning af udgifterne ved den stående hær, den såkaldte matrikulskat. Desuden indførtes en kornskat, landkonsumtionen, og en okse- og flæskeskat. Senere pålagdes rytterholdspengene 1670 og 1/4 % afgiften 1768, lægdspengene 1785, soldaterpengene 1791 og indkvarteringspengene 1808. Disse skatter, af hvilke flere til en begyndelse svaredes in natura (dvs. i form af konkrete produkter), men senere gik over til pengeydelser, hvilede udelukkende på det uprivilegerede hartkorn; derimod deltog det privilegerede hartkorn i nogle enkelte andre skatter, således den 1760 påbudne konsumtions- og folkeskat. Da regeringen 1802 indførte en ny årlig afgift på faste ejendomme, bestemtes det samtidig, at al jord, privilegeret som uprivilegeret, skulle være fælles om at bære de byrder, der skulle lignes på den tidligere omtalte midlertidige matrikul. Ved en Forordning af 1818 blev imidlertid disse ny afgifter efter Forordning af 1802 slåede sammen med de gamle skatter til en eneste ydelse, den såkaldte landskat, der udelukkende kom til at hvile på den gamle matrikul og udrededes med 6 rigsdaler af det privilegerede og 8 rigsdaler 2 mark af det uprivilegerede hartkorn. På ulige måder blev der i den følgende tid tilstået lettelser i denne skat.
Da den ny matrikul skulle træde i kraft, blev det nødvendigt at give regler for skattebyrdens fordeling på det gamle og nye hartkorn. Dette skete ved Forordning af 24. juni 1840, der trådte i kraft 1. januar 1844. På det gamle hartkorn kom der under navn af gammelskatten til at hvile 5 rigsdaler pr. Td. privilegeret og 6 rigsdaler 80 skilling pr. Td. uprivilegeret hartkorn. Det nye hartkorn skulle under navn af landskatten yde 1 rigsdaler pr Td. privilegeret og 1 rigsdaler 48 skilling pr. Td. uprivilegeret hartkorn, men faktisk udrededes skatten med et mindre beløb, og senere blev denne del af skatterne på jorden fastslået til 24 og 44 skilling pr. Td. privilegeret og uprivilegeret hartkorn. For skovenes vedkommende bestod jo kun een skyldsætningsmålestok, nemlig den gamle matrikul, og hver tønde skovskyldshartkorn efter denne kom til at udrede 3 rigsdaler for 1 Td. privilegeret og 4 rigsdaler 1 mark for 1 Td. uprivilegeret hartkorn, hvilke afgifter senere nedsattes med 50 skilling pr Td. hartkorn. Som omtalt kom det uprivilegerede hartkorn ved hartkornsudjævningen 1850 til at svare samme skat som al anden jord. Landskatten blev ved Lov af 26. maj 1868 forøget med 16 skilling pr Td. ager- og engs hartkorn og 8 skilling pr. Td. skovskyldshartkorn, samtidig med at den tidligere visse gårde påhvilende forpligtelse til at yde distriktsheste bortfaldt. Desuden var der allerede ved Lov af 20. juni 1850, som erstatning for ophævelsen af en del gamle skatter, der udskreves i specielle øjemed, blevet pålagt den såkaldte ligningsskat, der var bestemt til at hvile både på by og land; for dette sidste udgjorde skatten 1 rigsdaler 24 skilling pr Td. ager- og engs hartkorn og det halve af skovskyld. Når man samler det, der er nævnt ovenfor, fandtes der i Danmark i tiden, før skattelovene af 15. maj 1903 trådte i kraft, følgende statsskatter og andre pligtige ydelser, der var pålignet jorderne:
1. gammelskatten, der hvilede med 13% kr. på hver Td. gammel ager- og engshartkorn.[10] Denne skat indbragte i 1903—04 5.004.000 Kr,
2. land- og ligningsskatten på ager- og engs hartkorn. Disse skatter beregnes med tilsammen 3% kr. pr. Td. nyt ager- og engs hartkorn. Af skove svaredes 8 kr 700. pr. Td. skovskyldshartkorn. Til landskatten regnedes skatten på tiendehartkorn, der indbragte ca. 250.000 kr. Tilsammen udgjorde land- og ligningsskatten i 1903-04 1.708.000 kr.[12]

Forordningen af 24. juni 1840 bestemte i § 10, at de kommunale skatter på hartkorn skulle hvile på den ny matrikul med undtagelse af mølleskyld, bro-, færgeløbs- og fiskestadehartkorn, hvilket som omtalt senere bortfaldt, samt skovskyldshartkorn, der kun sattes halvt i skat. Da tiendehartkornet ikke deltog i den kommunale ligning, omfattede denne alene ager- og engs hartkorn efter den ny og skovskyld efter den gamle matrikul. Tidligere lignedes mange af de sognekommunale udgifter, fx til vejvæsenet, skolevæsenet med mere, særskilt på det kommunale hartkorn, men ved Lov af 6. juli 1867 bestemtes det, at samtlige de beløb i penge og korn, som kommunerne udskrev hos deres beboere, skulle lignes under eet på hele kommunen, dels på hartkornet, dels på formue og lejlighed. Det forhold, i hvilket disse to ulige ligningsgrundlag skulle dele skatterne mellem sig, var ikke fikseret ved loven selv, men det fastsattes for hver kommune af amtsrådet efter sognerådets forslag for 3 år ad gangen. Ved udskrivning på hartkorn til amtsrepartitionsfonden medtoges alle sognerådskredses hartkorn, således også handelspladsernes.
De kommunale hartkornsskatter udgjorde gennemsnitligt årligt i femåret 1871—1875 4.856.000 kr, 1890-1894 7.284.000 Kr og 1900 til 1904-1905 7.947.000 kr; i samme tidsrum udgjorde formue- og lejlighedsskatten 2.072.000, 4.016.000 og 6.403.000 kr, således at hartkornsskatterne vel havde været stigende, men dog ikke i samme grad som de personlige skatter. Til amtskommunerne udgjorde hartkornsskatterne 1871—1875 som årligt gennemsnit 4.065.000 kr, 1890—1894 4.906.000 kr og 1900 til 1904-1905 5.736.000 kr.
Ved skattelovene af 15. maj 1903 bestemtes det, at hartkornsskatterne til staten skulle bortfalde fra 1. juli 1904, og at al ligning på hartkornet til sogne- og amtskommunerne gradvis skulle afskaffes, således at de sogne- og amtskommunale ejendomsskatter henholdsvis fra 1. januar og 1. januar 1905 i 5 år skulle udredes med % efter hartkorn, % efter værdi (ejendomsskyld), i de følgende 5 år med % efter hartkorn, % efter værdi osv., indtil hartkornsskatten helt var bortfaldet i 1925. 1916—1917 udgjorde hartkornsskatterne og ejendomsskylden til sognekommunerne henholdsvis 6.518.000 kr og 9.839.000 kr og til amtskommunerne de tilsvarende skatter 4.232.000 og 6.350.000 kr.